# Huancapi
Huancapi é uma cidade do Peru, situada na região do  Ayacucho. Capital da província de Víctor Fajardo, sua população em 2017 foi estimada em 1.748 habitantes.